# Avaloq
Die Avaloq Group AG mit Sitz in Zürich ist ein Software- und IT-Dienstleistungsunternehmen für Finanzinstitute. Ihre Kernaktivität liegt in der Entwicklung und dem Vertrieb des eigenen Softwarepakets, der Avaloq Banking Suite, welche derzeit von mehr als 170 Banken weltweit verwendet wird. Darüber hinaus bietet das Unternehmen auch verschiedene Dienstleistungen in den Bereichen Outsourcing, Beratung, Wartung und Support.
Die aus einem spin-off von Martin Ebners BZ Gruppe hervorgegangene Avaloq Group beschäftigt derzeit rund 2.500 Mitarbeiter (Stand 2024). Geschäftsführer ist Martin Greweldinger.

## Geschichte
Das Unternehmen wurde 1985 in Zürich unter dem Namen «BZ Informatik Aktiengesellschaft» als Tochtergesellschaft der BZ Bank gegründet. Durch ein Management-Buy-out übernahm 1991 das Management der BZ Informatik 30 Prozent des Aktienkapitals. Mitte der 1990er Jahre begann das Unternehmen eine Standardsoftware für Banken zu entwickeln. Die Weiterentwicklung führte 2001 zur Umbenennung in «Avaloq Evolution AG» in Zürich unter dem Dach der ebenfalls umfirmierten «Avaloq Group AG». Gleichzeitig erfolgte die Markteinführung des Avaloq Banking Systems.
2002 wurde die Gruppe aus der BZ Gruppe herausgelöst und das Aktienkapital vollständig vom Management und von den Mitarbeitern übernommen. Nachdem das Unternehmen Mitte der 2000er Jahre im Ausland verschiedene Aufträge erhalten hatte, gründete Avaloq 2007 je eine Niederlassung in Luxemburg sowie in Singapur. Diesen folgten bis 2014 weitere Niederlassungen, unter anderem in Paris, London, Berlin, Rüsselsheim, Leipzig, Hong Kong, und Sydney. 2011 erwarb Avaloq die Mehrheit an der B-Source SA, einem Schweizer Business Process Outsourcer im Bankenumfeld. Die bis dahin mit einem Marktanteil von 24 Prozent (gemessen an der Anzahl Banken) Nummer zwei in der Schweizer Bankensoftware-Branche konnte 2008 drei grössere Kantonalbanken akquirieren und verfügt damit bei Kreditinstituten mit über 500 Beschäftigten über einen Marktanteil von 42 Prozent. Avaloq war 2013 Schweizer Marktführer gemessen an der Mitarbeiterzahl der Banken, die die Avaloq Banking Suite einsetzen.
Die Produktentwicklung der Software erfolgt in Zürich und Edinburgh, unterstützt von einem Supportzentrum in Manila. Der Aufbau neuer Kapazitäten erfolgte vor allem an den internationalen Standorten, allen voran in Edinburgh.
2013 erweiterte die Gruppe ihre Präsenz in Deutschland, indem sie eine Kooperation mit der quirin Bank einging, die Höll Computer & Software GmbH akquirierte und die Avaloq Sourcing (Deutschland) AG mit Sitz in Berlin gründete.
Im Jahr 2015 ging Avaloq live mit ihren beiden BPO Centren in Deutschland und Singapore. Avaloq baut kontinuierlich neue Zentren für Business Process Outsourcing (BPO) auf.
2017 hat der US-Private-Equity-Investor Warburg Pincus 35 % der Aktien von Avaloq übernommen. Im November wurde bekannt, dass Raiffeisen seinen 10 %-Anteil ebenfalls an Warburg Pincus veräussert und Anfang 2019 Avaloq das Gemeinschaftsunternehmen Arizon von Raiffeisen übernimmt. Avaloq und Raiffeisen hatten Arizon gegründet, um Raiffeisen mit einem neuen Informatiksystem auszurüsten welches Anfang 2018 in Betrieb gehen soll.
Im Oktober 2020 wurde Avaloq vom japanischen Elektronikkonzern NEC Corporation für 2,05 Milliarden Schweizer Franken übernommen.
Im Jahr 2023 gaben Avaloq und BlackRock eine strategische Partnerschaft bekannt, um die Aladdin Wealth-Funktionen in die Avaloq-Plattform zu integrieren.